# Antun Maurović
Antun Maurović (Zagreb, 8. rujna 1851. – Senj, 8. veljače 1908.) bio je hrvatski katolički prelat, biskup senjski i rektor zagrebačkog sveučilišta.

## Životopis
Teologiju je doktorirao u Beču. Za đakona je zaređen 25. srpnja 1876., a za svećenika 30. srpnja 1876.. U Zagrebu je radio kao gimnazijski vjeroučitelj. Od 1891. bio je redoviti profesor na Bogoslovnom fakultetu Kraljevskoga Sveučilišta u Zagrebu. Bio je rektor zagrebačkog sveučilišta od 1894. do 1895. godine.
Dana 5. rujna 1895.	imenovan je za biskupa senjsko-modruškog te je posvećen 27. listopada 1895. godine.
U Senju je radio na obnovi Ožegovićianuma, konvikta za siromašne učenike, te sjemeništa u Senju.

### Mrežna sjedišta
- Bishop Antun Maurović † (engleski). www.catholic-hierarchy.org. Pristupljeno 25. srpnja 2025.
- Rektor Antun Maurović. virtualna.nsk.hr. Pristupljeno 25. srpnja 2025.

## Vanjske poveznice
Ostali projekti
|  | Zajednički poslužitelj ima još gradiva o temi Antun Maurović |